# 福井英郎
福井 英郎（ふくい ひでお、1977年9月25日 - ）は、日本のトライアスロン選手。トヨタ車体トライアスロン競技部所属。
2000年シドニーオリンピックに出場し、1時間52分04秒79で36位に終わった。第68回国民体育大会（東日本大震災復興支援 スポーツ祭東京2013）で優勝。2014年の伊勢志摩・里海トライアスロン大会には招待選手として出場し、優勝している。